# Vespa tropica
Vespa tropica är en getingart som först beskrevs av Linnaeus 1758.  Den ingår i släktet bålgetingar och familjen getingar.

## Underarter
Arten delas in i följande underarter:
- V. t. anthracina
- V. t. cebuana
- V. t. deusta
- V. t. eulemoides
- V. t. haematodes
- V. t. leefmansi
- V. t. trimeres
- V. t. trisignata
- V. t. unicolor

## Beskrivning
Arten är en stor bålgeting, nästan lika stor som den vanliga bålgetingen. Drottningen blir omkring 30 mm lång, arbetarna 24 till 26 mm, och hanarna kring 26 mm. Huvud och antenner är vanligtvis mörkbruna, mellankropp och ben mörkbruna till svarta, de senare med rödbruna fötter, vingar mörkt brunaktiga med ljusare spetsar, bakkroppen mörkbrun till svart, den andra tergiten (ovansidans segment) dock klargul till gulorange. Populationen i Hongkong har i regel rödaktigt huvud och rödaktiga sidor på mellankroppen.

## Ekologi
Boet är vanligen underjordiskt. Arten överfaller gärna bon av andra getingar, speciellt pappersgetingar, för att röva larverna som mat åt sina egna larver.

## Utbredning
Vespa tropica förekommer i södra Asien, västerut till Västbengalen i Indien och Sri Lanka, österut till Indonesien och Filippinerna, samt norrut till Fujian i Kina och Japan.